# 本所区
本所区（ほんじょく、旧字体：本所區）は、東京府東京市（後に東京都）にかつて存在した区である。1878年（明治11年）から1947年（昭和22年）までの期間（東京15区及び35区の時代）に存在した。現在の墨田区の南部。

## 歴史

### 沿革
- 1878年（明治11年）11月2日 - 郡区町村編制法により、以下の区域をもって本所区を設置。
  - 本所千歳町、本所松井町一丁目、本所松井町二丁目、本所松井町三丁目（現千歳）
  - 本所林町一丁目、本所菊川町一丁目（現立川）
  - 本所菊川町二丁目（現菊川）
  - 本所林町二丁目、本所林町三丁目、本所徳右衛門町（現立川、菊川）
  - 本所藤代町、本所元町、本所小泉町、本所松坂町一丁目、本所松坂町二丁目、本所相生町一丁目、本所相生町二丁目、本所相生町三丁目、本所相生町四丁目（現両国）
  - 本所横網町一丁目（現両国、横網）
  - 本所横網町二丁目（現横網）
  - 本所緑町一丁目、本所緑町二丁目、本所緑町三丁目、本所緑町四丁目、本所緑町五丁目（現緑、亀沢）
  - 本所相生町五丁目、本所花町、本所入江町（現緑）
  - 本所亀沢町一丁目、本所永倉町、本所長崎町（現両国、緑、亀沢）
  - 本所南二葉町、本所三笠町（現亀沢）
  - 南本所石原町（現横網、石原）
  - 本所北二葉町、本所吉岡町、本所吉田町（現石原）
  - 本所亀沢町二丁目、本所長岡町、本所清水町（現亀沢、石原）
  - 南本所外手町、本所番場町、本所荒井町、本所北新町、本所横川町（現本所）
  - 本所若宮町（現石原、本所）
  - 本所松倉町一丁目、本所松倉町二丁目、本所表町、中ノ郷横川町（現本所、東駒形）
  - 中ノ郷竹町、中ノ郷原庭町、小梅業平町（現東駒形、吾妻橋）
  - 中ノ郷瓦町、中ノ郷元町、中ノ郷八軒町（現吾妻橋）
  - 新小梅町（現向島）
  - 小梅瓦町（現向島、押上）
  - 本所松代町一丁目、本所松代町二丁目、本所松代町三丁目、本所茅場町一丁目、本所茅場町二丁目、本所茅場町三丁目、本所柳原一丁目、本所柳原二丁目、本所柳原三丁目（現江東橋）
  - 本所錦糸町（現江東橋、錦糸）
  - 本所大平一丁目、本所大平二丁目、本所花月町、柳島町（現錦糸、太平）
  - 柳島横川町（現太平、横川）
  - 本所亀戸町、本所瓦町、本所五ノ橋町、本所松代町四丁目（現江東区亀戸）
- 1889年（明治22年）5月1日 - 市制、町村制の施行に伴う東京市の設置により、東京市と南葛飾郡の境界を横十間川として、以下の再編が行われた。
  - 本所区の横十間川以東の地域（本所亀戸町、本所瓦町、本所五ノ橋町、本所松代町四丁目）が南葛飾郡亀戸村に編入。
  - 南葛飾郡の横十間川以西の地域である以下の8村の各一部を編入（カッコ内は残部の編入先）。
    - 須崎村（寺島村、大島村、大木村）
    - 北本所出村（亀戸村、大島村）
    - 南本所出村（亀戸村、大島村、砂村）
    - 押上村（亀戸村）
    - 請地村（吾嬬村、寺島村、大木村）
    - 中ノ郷村（大木村）
    - 亀戸村（深川区、亀戸村、吾嬬村、大島村）
    - 小梅村（亀戸村、大島村）
    - 柳島村（亀戸村）
    - 深川本村（深川区、大島村）
    - 八右衛門新田（深川区、砂村）
    - 六間堀出村（大島村）

  - 編入区域に以下の町丁を設置。
    - 中之郷横川町（現本所、東駒形）
    - 向島小梅町、向島須崎町（現向島）
    - 向島押上町（現押上）
    - 向島中之郷町、向島請地町（現向島、押上）
    - 中之郷業平町、押上町、柳島元町（現業平、横川）
    - 柳島梅森町（現横川、太平）
- 1896年（明治29年）9月 - 台風接近に伴う集中豪雨により中川の堤防が決壊。『風俗画報』によると区内の浸水被害者は8111人[1]。
- 1923年（大正12年）9月1日‐関東大震災によりほぼ全滅。
- 1943年（昭和18年）7月1日 - 東京都制が施行され、東京市と東京府が廃止され、東京都を設置。
- 1947年（昭和22年）3月15日 - 向島区と合併して墨田区を新設。
  - 旧本所区役所庁舎は墨田区発足後は墨田区役所第一庁舎として利用され、1990年に吾妻橋の新庁舎移転をもってその使命を全うした。跡地には第一ホテル両国が建てられている。

## 交通

### 鉄道
- 運輸省線（現JR東日本）
  - 総武本線 ： 両国駅 - 錦糸町駅
- 東武鉄道
  - 伊勢崎線 ： 隅田公園駅（廃駅） - 業平橋駅（現とうきょうスカイツリー駅）
- 京成電鉄
  - 押上線 ： 押上駅
- 東京都電車（廃線）
  - 業平線、吾妻橋線、厩橋線、石原線、両国橋線、両国駅引込線、江東橋線、小松川線、高橋線、猿江線、新大橋線

東京メトロ半蔵門線、都営地下鉄浅草線、大江戸線は未開通。また本所吾妻橋駅（都営浅草線）、菊川駅（都営新宿線）は開業していなかった。

## 著名な出身者
現墨田区の著名な出身者については墨田区を参照
- 徳川圀順 - 華族、政治家、陸軍軍人
- 中野次雄 - 裁判官
- 正木ひろし - 弁護士
- 大塚幸之助 - 実業家、プロ野球球団経営者
- 守随憲治 - 近世日本文学研究者
- 高村象平 - 慶應義塾塾長、経済人類学研究者、ハンザ史研究者
- 青山なを - 日本女性史研究者
- 土屋恵一郎 - 法哲学者・演劇評論家
- 池田敏雄 - エンジニア
- 小坂秀二 - 相撲評論家・著作家、元NHK及びTBSアナウンサー
- 池田雅雄 - ジャーナリスト、相撲評論家
- 佐藤忠勇 - 水産学者、的矢かきの生みの親
- 高橋俊夫 - 日本文学研究者
- 吉田精一 - 国文学者
- 佐藤運雄 - 歯学者
- 富田木歩 - 俳人
- 京極杞陽 - 俳人
- 小高賢 - 編集者、歌人
- 田河水泡 - 漫画家
- 舟橋聖一 - 小説家
- 高木敏子 - 童話作家
- 海老名香葉子 - エッセイスト、絵本作家、作家
- 豊田正子 - 随筆家
- 燕石猷 - 詩人
- ワシの良春 - キャラクターデザイナー
- 大久保徳二郎 - 作曲家、編曲家、映画音楽家
- 初代 玉川勝太郎 - 浪曲の名跡
- 石川冷 - 俳優
- 金田龍之介 - 俳優
- いかりや長介（ザ・ドリフターズ） - 俳優、コメディアン
- 宮口精二 - 俳優
- 志摩靖彦 - 映画俳優
- 中村錦司 - 俳優
- 仁礼功太郎 - 俳優
- 高松しげお - 俳優、声優、漫談家
- 里見明 - 俳優
- 桑山正一 - 俳優、演出家
- 池内淳子 - 女優
- 炎加世子 - 女優
- 木下双葉 - 女優
- 村瀬幸子 - 女優
- 大橋巨泉 - テレビ司会者
- 松本英一 - 映画監督
- 木藤茂 - 映画監督、脚本家、元俳優
- 田口修治 - 撮影技師、映画監督、映画プロデューサー
- 市川久夫 - 劇映画プロデューサー・テレビドラマプロデューサー
- 福島通人 - 芸能プロデューサー
- 初代 柳家権太楼 - 落語家
- 6代目 三升家小勝 - 落語家
- 木村義雄 - 棋士
- 王貞治 - プロ野球選手・監督、墨田区名誉区民
- 寺尾正・文姉妹 - 一卵性双生児の陸上競技選手
- 伊勢ノ濱慶太郎 - 元大相撲力士
- 朝比奈泰彦 - 薬学者、薬化学者
- 秋永一枝 - 日本語学者